# 210-es évek
Évszázadok: 2. század – 3. század – 4. század
Évtizedek: 160-as évek – 170-es évek – 180-as évek – 190-es évek – 200-as évek – 210-es évek – 220-as évek – 230-as évek – 240-es évek – 250-es évek – 260-as évek
Évek: 210 211 212 213 214 215 216 217 218 219

## Híres személyek
- Cao Cao Wei királya
- Caracalla római császár (211-217)
- Geta társuralkodó (211-212)
- Macrinus római császár (217-218)
- Diadumenianus római császár (218)
- Heliogabalus római császár (Elagabalus) (218-222)
- I. Kallixtusz pápa (217-222)
- Hippolütosz (ellenpápa) (217-235)